# Хлібодарівка (Каховський район)
Хлібода́рівка — село в Україні, в Асканія-Новській селищній громаді Каховського району Херсонської області. Населення становить 1085 осіб.

## Назва
Існує легенда про те, що назву Хлібодарівка запропонував відомий український письменник Олесь Гончар.

## Географія
Розташоване за 30 км на південний схід від колишнього районного центру Чаплинка в Херсонській області.
Загальна площа земель сільської ради становила 6565 га. Зрошуваних земель 4866 га. Розпайованих земель 44,09 га. Більшість селян здають землю в оренду.
Через землі Хлібодарівської сільської ради проходять водні канали НС–17 Р–2 Чаплинського управління водного господарства, НС № 8 К-17 Чаплинського УВГ, НС № 7 К-17 Чаплинського УВГ, НС № 11 Р-2 Чаплинського УВГ (дільниця № 3 під керівництвом Прибатня В. С.)

## Історія
Засноване в 1970 році. Назву нашого села запропонував видатний український письменник О. Т. Гончар, який на той час був депутатом Верховної Ради від нашого виборчого округу. Перші жителі села — переселенці з Хмельницької, Житомирської, Сумської областей, пізніше — з Кіровоградської області та сіл Чаплинського району (села Хрестівка та Веселе Друге).
2 грудня 2014 року у Хлібодарівській загальноосвітній школі урочисто відкрито меморіальну дошку увічнення пам'яті Шершеня Андрія, котрий у ній вчився. У травні 2021 року виконавчим комітетом селищної ради на честь Андрія Шершня було перейменовано вулицю Івана Кудрі.
24 лютого 2022 року село тимчасово окуповане російськими військами під час російсько-української війни.

## Населення
Кількість населення станом на 01 січня 2017 року становить 1153 осіб. За національним складом — більшість українці, також проживають росіяни, татари, вірмени, поляки, білоруси, німці.
Згідно з переписом УРСР 1989 року чисельність наявного населення села становила 1117 осіб, з яких 555 чоловіків та 562 жінки.
За переписом населення України 2001 року в селі мешкало 1075 осіб.

### Мова
Розподіл населення за рідною мовою за даними перепису 2001 року:
| Мова              | Відсоток |
| ----------------- | -------- |
| українська        | 87,00 %  |
| російська         | 8,94 %   |
| вірменська        | 1,84 %   |
| кримськотатарська | 1,38 %   |
| молдовська        | 0,09 %   |
| інші              | 0,75 %   |

## Економіка
На території села розташовані 2 сільськогосподарських підприємства з обмеженою відповідальністю, 18 фермерських господарств, 3 приватні підприємства.
Основний напрямок економіки — вирощування сільськогосподарської продукції, а саме: пшениці, сої, овочевих, баштанних.

## Об'єкти соціальної сфери
В селі є навчально-виховний комплекс «Загальноосвітній навчальний заклад І-ІІІ ступенів дошкільний заклад» Чаплинської районної ради Херсонської області (вчителів 25 чоловік, 216 — учнів, є комп'ютерний клас), сільський будинок культури, на базі якого діє жіночій вокальний ансамбль «Троянда», бібліотека, амбулаторія загальної практики сімейної медицини, філія поштового відділення «Укрпошта», православна церква «Різдво Пресвятої Богородиці», церква «Відродження» свідки Ієгові. На території села 8 приватних магазинів.

## Спорт
Спортивний стадіон «Колос» та футбольна команда «Колос». Працює тренажерний зал.

## Символіка
У зеленому полі золотий коровай з червоною солянкою наповненою срібною сіллю, з-під короваю до краю щита виходить срібний рушник з орнаментом з червоних ромбів (шість, з половинками) у три ряди. Герб та прапор ілюструють назву села — «дарувати хліб» завдяки символу гостинності — золотому короваю з сіллю на рушнику. Зелений колір поля означає родючий степ, у якому виникло село, завдячуючи прокладенню зрошувальної системи. Герб є промовистим.